# Литературно-мемориальный дом-музей Д. Н. Мамина-Сибиряка
Литерату́рно-мемориа́льный дом-музе́й Д. Н. Ма́мина-Сибиряка́ — музей в городе Екатеринбурге, посвящённый памяти писателя Дмитрия Наркисовича Мамина-Сибиряка.

## История музея и здания
Здание № 27 на улице Пушкина (бывшей Соборной, Пушкинской улиц), в котором расположен музей, построено в 1840—1860-х годах.
В 1885 году Дмитрий Наркисович Мамин-Сибиряк купил этот дом за гонорар от романов «Приваловские миллионы» и «Горное гнездо».
Здесь жили мать писателя Анна Семёновна, сестра Елизавета Наркисовна Мамина (после замужества Удинцева) и старший брат Николай. Сам Дмитрий Наркисович жил неподалёку — в доме своей жены Марии Алексеевой. Он очень часто заходил в гости.
После ухода из жизни Дмитрия Наркисовича в 1914 году дом стал принадлежать его дочери Алёнушке. В своём завещании она передала дом Екатеринбургу. Она написала: «Настоятельно прошу устроить в этом городе и, по возможности, в завещанном доме музей Мамина-Сибиряка».
До 1919 года в доме жила семья сестры писателя.
В 1926 году в комиссии по увековечению памяти писателя, созданной членами Общества А. П. Чехова и его эпохи, действовавшей при Румянцевском музее в Москве, решили создать музей в этом доме. Начавшиеся в 1940 году работы по созданию музея прервались войной, но по окончании продолжились.
Музей открылся 1 мая 1946 года.
Музей первым вошёл в состав Объединённого музея писателей Урала.

## Экспозиции
Экспозиции, рассказывающие о жизни Дмитрия Наркисовича Мамина-Сибиряка, разместились в восьми комнатах дома.
В музее представлены личные вещи, фотографии и прижизненно изданные книги Дмитрия Наркисовича, личные вещи членов семьи Маминых, письма, рукописи, книги, мебель, портреты русских писателей и издателей, иллюстрации к книгам.

## Конструктивные особенности здания
Дом — деревянный, рубленый, с бутовым оштукатуренным цоколем и кирпичной пристройкой. Центральный фасад облицован кирпичом.
Окна с фасада имеют оштукатуренные наличники, со двора — дощатые ставни.
Крыша — железная.
Парадное крыльцо сложено из старинных гранитных плит, над ним — металлический навес с ажурными боковинами. Из-за ветхости подлинный навес заменён снятым со старого екатеринбургского строения.
Здание имеет восемь комнат, включая бывшую кухню и прихожую. Имеется подвал.
Службы и приусадебный участок не сохранились.
В нынешнее время при доме имеется маленький двор, замкнутый со всех сторон современными строениями.